# Torsten Johansson (piłkarz)
Torsten Henning Johansson (ur. 17 stycznia 1906 w Norrköpingu, zm. 8 stycznia 1989 w Göteborgu) – szwedzki piłkarz grający na pozycji pomocnika. W swojej karierze rozegrał 14 meczów i strzelił 3 gole w reprezentacji Szwecji.

## Kariera klubowa
Swoją karierę piłkarską Johansson spędził w klubie IFK Norrköping. Zadebiutował w nim w 1925 roku i grał w nim do 1937 roku.

## Kariera reprezentacyjna
W reprezentacji Szwecji Johansson zadebiutował 20 czerwca 1926 roku w zremisowanym 3:3 towarzyskim meczu z Niemcami, rozegranym w Norymberdze W 1936 roku był w kadrze Szwecji na igrzyska olimpijskie w Berlinie. Od 1926 do 1936 roku rozegrał w kadrze narodowej 14 spotkań i zdobył w nich 3 bramki.